# Габра
Вижте пояснителната страница за други значения на Чукурово.
Габра е село в Западна България. То се намира в Община Елин Пелин, Софийска област. До 1934 година името на селото е Чукурово.

## География
Намира се на 29 км от центъра на София в планински район. Разположено е в малка триъгълна котловина, на 890 м. надморска височина, затворена между Лозенската планина на север (връх Попов дел) и най-западните разклонения на Вакарелските ридове на Ихтиманска Средна гора на юг (Даутица), запад (Габровец) и изток (Пардонската китка). През Чукуровската котловина тече река Габра, която преминава и през селото в посока от запад на изток. В землището на селото се намира най-старата въгледобивна мина в страната – Мина Чукурово, в която за първи път са добити въглища през 1856 година.

## История
Първи сведения за село Габра има в османски регистър на джелепкешаните (търговци на добитък) от месец ноември 1576 г. Документът представлява подробен опис на джелепкешаните от 13 каази, между които и Софийска, съставен е от кадията на град Пазарджик Джафер. Документът се пази в Народната библиотека „Св. св. Кирил и Методий“ като архивна единица 23 под сигнатурен фонд 95. В този документ срещу село Чукурово (днес Габра), спадащо към софийска казаа, се четат имената на няколко жители на селото и е записан броят на предадените на Османската империя овце.
Предание разказва, че през първата половина на 16 век в района на сегашното село Габра отседнали малка група роби. Повечето били българи, живеещи в областта Шумадия (вероятно Поморавието), между които имало и сърби, бошняци и черногорци (в селото все още се срещат две фамилии – Сръбски и Бошнякови), които били закупени от саранбейския паша, който наредил на своите пазачи да избягват населените места, тъй като от стар спахийски ферман се знае, че когато феодал премине с някаква стока, включително и роби, през територията на друг феодал, следва да плати висок данък. Така конвоят заобиколил град София и се отправил за Саранбей (днес град Септември) през дълбоките и девствени гори на Лозенската планина. Тук сведенията, стигнали до нас през вековете, се разделят на две. Според едни – робите убили своите пазачи и заживели свой живот в местността Длъга ливада, а според други – те били застигнати от изпратената след тях потеря на средецкия паша в местността Банището, били отнети и оставени под разпореждане на новоселския онбашия.
Първите сгради са построени в местността Сърбеница, имали зид 1,5 м и са били покрити с дървета – нещо като бачия, а на средата се намирало огнището. Заселването е признато от турската власт и селото е наречено Чукурова (Чукурово) – на турски: çukur – дупка, котловина. Поминъкът на населението от онова време е животновъдството, а по-късно и производството на дървени въглища.
От Сръбеница заселниците се преместват в местността Дъхчанец, където има по-добра вода за пиене и си направили по-хубави къщи. Срещу новото село забиват дървен кръст и наричат мястото на Свети Спас затова, че тук намерили спасение и от тогава започват тържествено да празнуват Спасовден, който и до днес е селищен празник на Габра.
След една чумна епидемия населението се премества на днешното място на селото. Покрай дерето на река Габра (наречена така от изобилието на габрови гори) си правят нови къщи – също така ниски, плетени, но измазани с кал. За водопой ползват кладенците Брежляк, Стубельо и Соленико.
Други сведения за село Габра има в списък за организиране на султански лов от 21 януари 1681 г. В списъка се сочат всички села от софийската кааза, които е трябвало да дадат ловци. Между тях са: с. Орман (Лесново) – 9 ловци, с. Мусакьой (Мусачево) – 8, с. Хан Джедит (Нови хан) – 40, с. Новосел (Елин Пелин) – 17 и с. Чукурово (Габра) – 8 ловци...
През 1856 година в „Цариградски вестник“ излиза съобщение, че придошлата река Габра разкрила афльориментите на въглищните пластове. Вероятно габренци са знаели доста преди това за залежите на въглища в района, но са го укривали умишлено, за да не привлича вниманието на турците. По същия начин според друго местно предание, след едно земетресение в района на селото избликнал горещ минерален извор, който жителите на тогавашно Чукурово затрупали с овчи кожи и вълна. Паралелно с лигнитните въглища в околните гори местното население е правело жижници, в които са произвеждали дървени въглища. Нуждата от въглища за самоковите в близкия Самоков е причината за началото на разработването на въглищни залежи от османската държава. Така през 1867 година отново в брой 311 на „Цариградски вестник“ излиза съобщението с подробности около Чукуровския въглищен басейн и решението на османското правителство за разработване на находището.
| „ | Самоковъ, 31 – 10 ноемврія Гсподинъ Издателю Цареградскаго Вѣстника: Напрѣди щото ви вкратцѣ извѣстили бѣхме безъ всяка подробность за камени-те вѫглища, сега ви даваме точно изѣвстіе, защо въ чукуровска-та планина ся изнайдоха отъ единъ Чиновникъ на честитиіатъ Васивъ паша Нишкій губернаторъ и у Самоковъ презъ чершія-та два голѣми кошове прекараха заптіета-та заедно съ Болгари-те рабаджіи отъ село-то Чукурово; нѣкой отъ наши-те Согражданѣ взѣ отъ тойзи кюмюрь за опыть да ли ще гори, боя-та му е чернолъскава, като ся запали весма тежко смърдеше, на кюкюртъ, и добрѣ горѣ... | “ |

Само 5 години след това от друг вестник „Дунав“ от 2 юли 1872 става ясно, че годишният добив надвишава 500 тона. Това дава основание да се смята, че мина Чукурово е най-страта въгледобивна мина в България. Добивът на въглища в Перник и в района на Тревненския Балкан започва малко по-късно, съответно през 1872 и 1874 година.
Добивът на дървен кюмюр, добре развитото животновъдство и по-рядкото безпокойство от страна на турците, поради отдалечеността на селото от главните пътища, привличат семейства от други села, които се заселват в тогавашно Чукурово. Така селото постепенно се разраства и постепенно се оформя като миньорско селище.
На 25 декември 1877 г. Чукурово е освободено от османско владичество. Впоследствие тук, в селското землище, минава границата между Княжество България и Източна Румелия. Поради това често се срещат данни за селото от регистрите на вакарелската митница.
През 1934 г. селото е преименувано и носи името на река Габра.

## Обществени институции

### Училище „Отец Паисий“
Годината, в която е поставено началото на училището в село Габра е 1881. Тогава местният общественик Петър Станоев Пешунов приема първите си ученици в една от стаичките на бащината си кръчма. През следващата учебна година е назначен и първият учител от Самоков със заплата от 420 лв. Средствата, необходими за образованието, се събирали от родителите на учениците. През тази учебна година са направени нови чинове, купени са канцеларски материали, купена е училищна икона. През 1897 е назначен нов учител. Училището е посетено и от инспектор от Самоковското учебно окръжие и нарежда да се започне летописна книга. До учебната 1910 – 1911 година учениците се обучават в 4 слети начални отделения в една паралелка с един учител. Последвалите години на изтощителни войни и две национални катастрофи са причината сведенията в училищната летописна книга да са незначителни или почти да липсват. През учебната 1924 – 1925 за пръв път в габренското училище има 4 пълни отделни начални отделения.
Още през 1899 година малката стаичка на братя Пешунови става тясна и училището се премества в кръчмата на самоковеца Коле Манавски-Хаджията. Впоследствие габренци събират пари и купуват кръчмата за нуждите на селското училище. Когато паралелките нарастват на 4, училищното настоятелство наема одая в съседната Креова къща. Колкото и да се грижили габренци за местното училище, то все още не разполагало с най-елементарни условия. С нарастването на броя на учениците обучението се водело едновременно в 5 различни селски двора. Липсата на условия се отразява и на успеваемостта на учениците. Процентът на учениците, които повтаряли класа, се движи от 13 – 45%, а средният успех е едва 3,81.
Макар и да се бори с недоимък и големи трудности в продължение на 51 години, селското училище осигурява началното образование на габренските деца, а желаещите да продължат образованието си учели в съседното село Горни Пасарел. През 1937 година настоятелството и габренци вземат решение да се осъществи една тяхна мечта – да си имат свое училище. Така децата им няма да ходят по съседните села, за да завършат вече задължителното основно образование. Докато се построи новата сграда на училището, габренецът Арангел Иванов Мишов дава под наем цялата си къща, където в продължение на три години се водят занятията на Габренската смесена прогимназия. Средствата, необходими за построяването на училищната сграда, се осигуряват като се продава манастирската гора за около 250 хил. лв. Общината взема заем от държавата на стойност около 300 хил. лв., 200 хил се добавят от общинския бюджет и са вложени много лични средства и материали. Строежът на сградата започва през 1938 година и трае година и половина.
Спомените на старите габренци, а и училищната летописна книга, свидетелстват за една интересна случка от строежа на сградата на училището. На 30 октомври 1939 година, в разгара на строежа, през Габра минал пътник. Като видял, че на площада се е струпало почти цялото село и кипял усилен труд, странникът попитал какво прави тоя народ. Селяните му отговорили, че правят училище за децата си, за да не са прости като тях. Непознатият изтрил влагата от очите си и се представил като майстор-медникар. Пожелал да изработи училищна камбана, която да приканва децата към класните стаи. В отплата пожелал, ако някога стигне до габренци вестта за последния му час, да я ударят и кажат:
| „ | Петко Лесников от село Бучени, Прилепско, нейният майстор това поиска за сбогом!. | “ |

И до днес тази камбана стои закачена на фасадата на сградата и приканва габренските деца за първия учебен ден както и за деня на славянските първоучители братята „Св. св. Кирил и Методий“
През септември 1940 година медният глас на камбаната празнично кани ученици и учители за първия учебен ден. С протокол №1 от 12 февруари 1937 година е определен и патронът на училището – „Отец Паисий“.
В следвоенния период габренското училище се развива и освен учебната дейност има художествената самодейност, включваща театрални постановки, литературни четения и фолклорни състави. Към училището е построен пионерски лагер, първоначално край язовир Искър, а по-късно – в местността Манастира. През 1975 година габренското училище се нарежда на 2-ро място в страната по шипкобер, а през 1976 е национален първенец.
През 1983 година е завършена втората половина от училищната сграда – планувана, но неосъществена през 1939 г.

### Читалище „Стоян Богданлийски“
Началото на читалищната дейност в село Габра е поставено през 1931 година в къщата на Стефан Христов Свиленов, където се е намирало и първото радио в селото. Така около него започват да се събират група местни учители, които решават да учредят читалище „Просвета“. В самото начало на съществуването му неговата библиотека е била съвсем скромна – състояла се е от едва 160 книги. Читалището е било абонирано и за 8 вестници и списания. Всичко това се е съхранявало в един стар училищен шкаф. Изнасят се и беседи, главно на исторически и културни теми. През 1942 година е поставена е и първата пиеса „Ординарецът плаща“, която се превръща в истинско събитие за селото. Макар за театрален салон да използват неизмазаното и влажно училищно мазе, а вместо завеси – домашните черги и чаршафи, габренските младежи продължават да изнасят пиеси и през следващата учебна година.
Поставени са над 40 пиеси, някои от тях са „Иво и Калина“, „Люти клетви“, „Боряна“, „Женитба“, „Хан Татар“, „Албена“, „Татул“, „Вражалец“, „Един ден жена“, „Вуйчо Архимед“ и много други. В изнасяните пиеси дейно участие взема Стоян Богданлийски – учител по математика и един от основателите на местното културно средище. В западното крило на училищната сграда са съединени две класни стаи и това става новия салон. Освен театралната трупа, в училищното мазе репетират певческата и танцовата трупа. Първата тяхна изява е от 1947 година е на „Фестивала на българо-съветската дружба“ в тогавашния околийски център град Ихтиман.
В началото на 1960 година се отрежда парцелът за сградата на читалището. Започват изкопните работи, в строежа са вложени 110 хил. лв. по линията на самооблагането и 4 хил. трудови дни. На 16 януари 1962 година читалището отваря врати.
Вече в условията на добрата материална база, която предлага читалищната сграда, започват дълги репетиции и трескава работа. Фолклорните състави вземат участие в различни празници и художествени прегледи. Неизменно присъстват на всички Национални събори за народно творчество в Копривщица – от първия до състоялия се неотдавна X Национален събор.
Най-голям успех фолклорните състави жънат на III Копривщенски събор, на който печелят 4 златни медала с обичая „Сватба“. Тогава вестник „Софийска правда“ нарича габренските самодейци: „Златните певци и танцьори“, а през 1981 година помества още една статия под заглавие: „Златните певци и танцьори от Габра“.
Успехите, пожънати на копривщенска сцена, отшумяват надалеч. Очарован от представянето на габренци, завеждащият редакция „Народна музика“ към Белгийската телевизия Херман Вьол Стеке идва в Габра и записва филм за обичая „Сватба“. След излъчването му в Белгия започват да пристигат покани за гостувания и участия от тогавашната ФРГ, Холандия и Франция... Така през 1979 година читалищните състави заминават за участие в Международния фолклорен фестивал в Кьолн. На сцената пред величествената Кьолнска катедрала габренските певци и танцьори взривяват публиката, която им поднася бурни аплодисменти и ги поздравява с мощното „браво!“. На другия ден три от авторитетните немски издания излизат с материали, от които се чете:
| „ | Автентична народна музика и за нас ритмично непонятни народни танци, показаха 22 мъже и жени от българското село Габра. | “ |

През 1981 година, по случай 50-годишния юбилей, читалище „Просвета“ е наградено с ордена „Кирил и Методий“ II степен за активна културна и просветна дейност.
През 1982 година отново идва покана за участие на габренските самодейци в директни телевизионни и радио предавания в Брюксел, Париж и Кьолн. След зрелищен концерт в белгийската столица българският посланик им изпраща цветя, а публиката ги понася на ръце. Следва още един незабравим концерт в Кьолн.
След бурните успехи зад граница фолклорните групи не престават своята работа. Съставите за народни обичаи пресъздават целия обредно-фолклорен календар на Габра – „Гергьовден“, „Сватба“, „Прошка“, „Бъдни вечер“, „Топене на невести“ и „Коледуване“. Обичаите „Лазаровден“ и „Джамал“ отдавна са неотменна част от празничния календар на селото. Колективът на кукерския обичай има няколко участия на Международния фолклорен фестивал за маскарадни игри „Сурва“ в Перник, а на „II МФ Кукове“ в град Раковски отново се доказва и печели златния медал.
Танцовите и певческите фолклорни трупи към читалището вземат участие в много наши утвърдили се фестивали като „Орфеевите празници“ в Смолян, Старопланинския събор „Балкан фест“ във Велико Търново, Националния събор в Неделино, участват на всички „Шопски празници“ в град Елин Пелин и още много други. През 1996 година младежкият танцов състав и певческата група получават покана за участие в „МФФ Карпати“ в румънския град Питещ. Следват множество медийни изяви в БНР, БНТ и телевизия Скат. През 2000 година младежката певческа група записва в БНР компакт диск с 10 автентични народни песни.
През декември 2006 година Габренското читалище тържествено отбелязва 75-годишнината от основаването си. Във връзка с юбилея и 25-годишнината от смъртта на един от „бащите“ на местното културно средище, на редовно общо събрание читалищните членове единодушно вземат решение Народно читалище „Просвета“ да се преименува в Народно читалище „Стоян Богданлийски“.
Към габренското читалище съществуват детска и младежка танцова трупа, три певчески състава и две групи за народни обичаи. Читалището притежава богат етнографски фонд, съхранил автентични носии и предмети от бита на старите габренци, а библиотеката разполага с над 17 хил. тома литература.

## Културни и природни забележителности

### Габренски манастир „Св. Димитър“
За повече информация вижте статията за Габренския манастир
Само на 2 км югоизточно от село Габра се намира манастира „Св. Димитър“ или „Св. Митър“, както го наричат местните жители.
През 1865 г. селяните от Габра събират пари и изпращат своя съселянин Иван Чакъров за Цариград, за да измоли разрешение от османската власт за построяването на манастир. След тежко тримесечно пътуване пеша, заедно с панагюрски овчари, той се завръща с благоволението на Цариград. През 1866 г. Габренският манастир е издигнат на мястото на стар параклис на Св. Марина (според някои източници на Св. Мина) и бил наречен на Св. Димитър. Църквата е изографисана от самоковските зографи Костантин Геров и ученика му Костакия, за което съдим от ктиторски надпис на главния вход на храма.
Манастирът е имал отделна сграда за живеене, друга за нощуване на гости и магерница. Разполагал е с 500 дка гора, около 100 дка ниви и ливади, 50 – 60 говеда и над 100 овце. Днес е запазена само църквата на манастира и основите на магерницата, разрушена неотдавна по времето на комунистическия режим.

### Църква „Възнесение Христово“
Още първите заселници наред с дървените си колиби построяват и малка черквица, която с течение на времето се разрушава. Тъй като манастирът, поради отдалечеността си, не можел да изпълнява пълноценно всички църковни дейности, младият и деен свещеник Георги Бързанов организира габренци и започва изграждането на селската църква. Средствата, необходими за строежа на храма, са събирани чрез дарения на пари и вещи. Продадени са и няколко общински имота. Така на 14 октомври 1905 година се полага първия камък на църквата „Възнесение Христово“. Изграждането на храма трае почти 3 години и на 27 септември 1908 църквата е осветена от Негово преосвещенство софийския митрополит Партений.

## Редовни събития
В село Габра всяка година се организира общоселски събор в съботата веднага след църковния празник Възнесение Христово-Спасовден, а през последната събота на август в местността Манастиро се провежда празник по случай Деня на миньора.

### Йордановден
На всеки Йордановден се провеждат кукерски игри „Джамал“, които са съпроводени от местен обичай „Топеница“ или „Топене на невести“.

#### Джама̀л
„Джама̀л“ е фолклорен обичай от цикъла на кукерските игри, разпространен из някои краища на страната. Има езически произход и представлява ритуално прогонване на лошотията, болестите и зимата. Наименованието на маскираните мъже, участващи в обичая, идва от турско-арабското име „Джама̀л“ – Джама̀ли (на турски: Cemâl; на арабски: جمال), означаващо „хубав, красив“ и е в нарочен контраст с маските и ролите на самите кукери. Участниците в маскарадните игри се делят на две групи: звънчари – мъже със страшни маски, които са автентичните езически персонажи на обичая и маскирани герои, пресъздаващи образите от селския бит – булка, младоженец, баба, старец, поп и мечкар с мечка.
Обичаят започва рано сутринта, когато групата с маскираните мъже тръгва да обикаля селото от къща на къща като ритуално прогонва злото. Задължително влизат във всеки двор, където се посрещат от цялото семейство. Булката и младоженецът „даряват“ стопаните на дома, като те от своя страна им дават най-често парче сланина, вино или ракия и символична сума пари. Бабата и дядото прибират даровете, попът ръси стопаните за здраве, а мечкаря кани стопанина да бъде „нагазен“ ритуално от мечката за здраве. Останалите от групата – звънчарите, хлопат със звънците си, като по този начин ритуално „плашат“ злото, или се закачат с членовете на семейството.
От по-ново време, някъде през 20-те години на 20 век, един от руските инженери в мина Чукурово добавя към обичая и нов елемент – кратка пародийна сценка за добрия цар и неговия непокорен син Адолф. По традиция тя се изпълнява към обяд на площада, където се събира цялото село. За тази сценка има специални персонажи – цар, царски син, скороход-маршал, двама гвардейци, арапин, лекар и гробар. Те разиграват самодеен театър за неблагодарния син и добрият му баща, който го наказва за предателство и заповядва да убият чужденеца арапин. След кратка почивка джамалите продължават да обикалят из селото и ритуално да гонят злото.

#### Топеница
Топеницата или Топенето на невести е местен обичай. В миналото е бил едно от основните събития през годината за габренци. Днес заради демографския срив и по-редките сватби този обичай се възпроизвежда рядко в автентичния му вид.
По традиция на Йордановден омъжилите се през годината девойки излизат със свекървата, свекъра и кумовете на площада на селото. Тук се извършва ритуално окъпване на младата булка за здраве. Тъй като река Габра е към края на селото и през това време е замръзнала, окъпването става като кумът излизва малко вода зад ухото на булката, която се завъртя три пъти по посока на часовниковата стрелка. Следва даряване на младоженката от страна на кумовете и благопожелания към нея и новото ѝ семейство. Най-често се даряват домакински съдове, чорапи, кърпи и се дават пари. Целият ритуал се повтаря и с останалите булки, като след това обичая завършва с хоро. Към него се включват и джамалите и настава общоселски празник.

### Лазаровден
На Лазаровден, по традиция, в селото обикалят лазарки.

## Личности
- Олег Попов, народен представител в XL народно събрание от „Коалиция за България“